# Jørgen Rasmussen (politiker)
 Der er flere personer med dette navn, se Jørgen Rasmussen.
Jørgen Rasmussen (1. august 1803 i Allerslev, Bårse Herred – 11. januar 1881 i Tikøb) var en dansk godsejer og siden proprietær, kammerråd, jurist og politiker.

## Virke som landbruger
Han var søn af gårdejer i Ammendrup, sognefoged Rasmus Jørgensen og Bodil Pedersdatter, kom 1818 på Præstø Byfogedkontor, var 1820-25 på Vordingborg Amtstue og blev 1827 exam.jur. og samme år fuldmægtig ved nævnte amtstue. Rasmussen blev 1830 godsforvalter på Høvdingsgård samt distriktskommissær og kystbefalingsmand og var fra 1833 til 1839 forpagter af Brattingsborg, Tranebjerg Sogn. Han var fra 1837 til 1853 tillige ejer af lystgården Ørsholt, Tikøb Sogn, blev 1843 landvæsenskommissær i Frederiksborg Amt og kammerråd, og var fra 1853 til 1855 ejer af herregården Østergård i Salling, fra 1855 af Flynderupgård, Tikøb, som han senere solgte, og boede derefter på det lille sted Lovisenlund i Tikøb Sogn.
Han var 1848-54 tiendekommissær for Kronborg, Hørsholm og Frederiksværk distrikter, 1856-80 repræsentant for 6. Distrikt i Østifternes Kreditforening og fra 1867 til sin død formand for sammes repræsentantskab, fra 1861 formand for afløsning af jagtretten i Frederiksborg Amt og 1870-80 repræsentant for Den almindelige Brandforsikring for Landbygninger.
Jørgen Rasmussen var den drivende kraft i oprettelsen af Tikjøb Forsørgelses- og Arbejdsanstalt, der åbnede 1. april 1861. I 1862 skrev han i Tidsskrift for Landbrug om begrundelsen for at oprette anstalten:
| Citat | Man gav den Fattige Husly, Ildebrændsel, Brød og Ugepenge, men Huslyet var ofte slet, Boligen uren og usund, Ildebrændslet kom som oftest andre til gode end den Svage og Fattige, som det var tiltænkt, Brødet spiste nogle, men andre solgte dette til Brændevin og Kaffe, og Pengene blev næsten udelukkende anvendte til sidstnævnte Artikler, de Fattiges Leje var haardt og urent, deres Paaklædning Pjalter, opfyldte med Utøi, deres Føde i det hele knap og ussel, og deres Pleie som oftest slettere end Quægets. [..] Børnene blev udsatte i Pleie, men oftest hos lastværdige Personer; [..] med stort besvær fik Sogneforstanderskabet Børnene anbragte og, som sagt, uagtet den bedste Villie, ofte på sådanne Steder, hvor der i Barnets unge Alder blev nedlagt Frø til alt Ondt; [..] Fattigvæsenets Børn afgave de fleste Kandidater til Tugthuset. | Citat |
|       | |       |

## Politisk karriere
Jørgen Rasmussen var formand for sogneforstanderskabet i Tikøb i tre omgange; i 1851, 1853 og 1856. Han var 1842-48 og 1859-65 medlem af Frederiksborg Amtsråd.
Han blev valgt til det første Folketing og sad fra 4. december 1849 til 4. august 1852 som medlem for Frederiksborg Amts 2. Kreds (Fredensborgkredsen). Fra 20. juni 1855 til 20. juni 1859 var han så medlem af Landstinget for 8. Kreds og var fra 11. november 1863 til 7. juni 1864 på ny medlem af Folketinget for Frederiksborg Amts 1. Kreds (Helsingørkredsen). Han tilhørte Højre.

## Ægteskaber
1. Rasmussen blev gift første gang 7. juni 1833 i Kalvehave Kirke med Anna Laurentze Malling (3. november 1804, døbt i Øster Egesborg - 21. juni 1834 i Tranebjerg), datter af ejer af Stensby Mølle Jacob Malling (1760-1824) og Marie Vibeke Neergaard (1781-1842).
2. Anden gang ægtede han 1. november 1834 Dorothea Sophie Malling (4. august 1810 i Kalvehave - 6. maj 1867 i Tikøb), søster til hans første hustru.